# Clube de Futebol Os Belenenses 2009-2010

## Rosa
| N. |                       | Ruolo | Calciatore        |
| -- | --------------------- | ----- | ----------------- |
| 1  | Brasile (bandiera)    | P     | Assis             |
| 3  | Portogallo (bandiera) | P     | Nélson            |
| 4  | Portogallo (bandiera) | C     | Barge             |
| 5  | Portogallo (bandiera) | D     | Tiago Gomes       |
| 6  | Panama (bandiera)     | C     | Gabriel Gómez     |
| 7  | Portogallo (bandiera) | C     | Mano              |
| 9  | Camerun (bandiera)    | C     | Jean-Paul Yontcha |
| 10 | Portogallo (bandiera) | C     | Celestino         |
| 11 | Portogallo (bandiera) | C     | José Pedro        |
| 13 | Brasile (bandiera)    | D     | Rodrigo Arroz     |
| 14 | Portogallo (bandiera) | C     | André Almeida     |
| 15 | Serbia (bandiera)     | D     | Vukašin Dević     |
| 17 | Brasile (bandiera)    | C     | Igor              |

| N. |                       | Ruolo | Calciatore       |
| -- | --------------------- | ----- | ---------------- |
| 21 | Portogallo (bandiera) | D     | André Pires      |
| 22 | Portogallo (bandiera) | A     | Fredy            |
| 26 | Brasile (bandiera)    | C     | Ivan Santos      |
| 27 | Portogallo (bandiera) | C     | Cândido Costa    |
| 33 | Portogallo (bandiera) | D     | Beto             |
| 55 | Portogallo (bandiera) | D     | Fábio Marques    |
| 59 | Nigeria (bandiera)    | D     | Azeez Balogun    |
| 80 | Mali (bandiera)       | D     | Mourtala Diakité |
| 89 | Brasile (bandiera)    | A     | Romário          |
| -  | Portogallo (bandiera) | P     | Bruno Vale       |
|    | Portogallo (bandiera) | D     | Gonçalo Brandão  |
|    | Austria (bandiera)    | A     | Roland Linz      |